# Francesco Petronio
Pour les articles homonymes, voir Francesco Petronio (médecin) et Petronio.
Francesco Petronio, né le 21 décembre 1931 à Trieste et mort le 12 juillet 1994 à Turin, est une personnalité politique.

## Biographie
Au début des années 1950, très jeune, il a rejoint les Fasci di Azione Rivoluzionaria et a également été impliqué dans une enquête judiciaire en 1951. Il était président de la FUAN. En entrant dans le MSI, il était toujours proche des positions de Pino Romualdi. Il a été élu député à la sixième législature du Collège de Lombardie 1 (1972-1976).
Il a été élu aux élections européennes de 1979, puis réélu en 1984 pour les listes MSI. Il a été vice-président du groupe des droits de l'Europe, membre de la commission économique et monétaire, de la commission de l'énergie et de la recherche, de la délégation pour les relations avec les pays de l'Europe du Nord et du Conseil nordique, de la commission juridique et des droits. des citoyens, de la délégation au Parlement européen / Assemblée de la République du Portugal, de la délégation pour les relations avec les pays d'Amérique centrale et du groupe Contadora, de la délégation pour les relations avec la Norvège.
Il a d'abord rejoint le groupe parlementaire non enregistré (1979-1984), puis le "Groupe de la droite européenne" nouvellement créé (1984-1989). Avec Romualdi, il a fondé le magazine L'Italiano.